# Omari Léa Sisi
Omari Léa Sisi Guy, né en 1951 et mort le 9 février 2016 à Kinshasa, est un homme politique de la république démocratique du Congo. Membre du mouvement populaire de la Révolution (MPR) du président Mobutu Sese Seko, il est gouverneur de la province du Maniema pendant les dernières années du régime mobutiste.

## Biographie
Il est juriste de formation.
Gouverneur du Maniema à partir de février 1992, il se fait remarquer pour son autoritarisme, ainsi que par la mise en place d'un système clientéliste.
Il s'oppose à la vague de démocratisation décidée par Mobutu à partir de 1993 et envoie en 1994 et 1995 la garde civile zaïroise contre la population soutenant l'opposition. Cette force paramilitaire commet alors des violations des droits humains.
Il fuit avant la prise de Kindu par l'alliance des forces démocratiques pour la libération du Congo anti-mobutiste le 2 mars 1997. 
Il est député national dans le système politique créé par les accords de Sun City. Il est successivement membre du MRP-Fait privé, puis de l'union pour la reconstruction du Congo avant de rejoindre l'union des démocrates mobutistes (UDEMO), membre de la majorité présidentielle de Joseph Kabila. Il participe à la rédaction de la Constitution de la république démocratique du Congo de 2006. Il est nommé secrétaire général de l'UDEMO en août 2007. Il quitte ce parti en mars 2010 pour rejoindre le parti du peuple pour la reconstruction et la démocratie du président Joseph Kabila.

## Sources
1. 1 2  Rich Ngapi, « Congo-Kinshasa: Pour poursuivre son combat politique-L'UDEMO a un nouveau secrétaire général », Le Potentiel,‎ 17 août 2007 (lire en ligne)
2. ↑  « Congo (Kinshasa) provinces », sur rulers.org
3. 1 2 3 4  « RDC: décès de Me Omari Lea Sisi, ancien gouverneur du Bas-Congo », sur Radio Okapi, 11 février 2016
4. ↑  « Les anciens Gouverneurs », sur maniema.gouv.cd
5. ↑  N'Sanda 2001, p. 63.
6. ↑  Projet Mapping (OHCHR) 2010, p. 70-71.
7. ↑  N'Sanda 2001, p. 67.
8. ↑  Augustin Kinienzi, « Cinq questions à Me Omari Lea Sisi », Le Potentiel,‎ 2005 (lire en ligne)
9. ↑  « UDEMO: après Alain Lubamba, Gape Monoko démissionne », La Prospérité,‎ 23 mars 2010

- Buleli Léonard N’Sanda, « Le Maniema, de la guerre de l'AFDL à la guerre du RCD », Politique africaine, vol. 4, no 84,‎ 2001, p. 59-74 (DOI 10.3917/polaf.084.0059, lire en ligne).
- Rapport du Projet Mapping concernant les violations les plus graves des droits de l’homme et du droit international humanitaire commises entre mars 1993 et juin 2003 sur le territoire de la République démocratique du Congo, août 2010 (lire en ligne).